# Кайахога-Валли (национальный парк)
Кайахога-Валли (англ. Cuyahoga Valley National Park) — национальный парк в США.
Кайахога-Валли расположен между городами Акрон и Кливленд на территории округов Кайахога и Саммит. Это — единственный национальный парк в штате Огайо.
Площадь парка составляет 82,31 км², местная охраняемая зона составляет 132,87 км².
Национальный парк образован 11 октября 2000 года вместо территории одноимённой национальной зоны отдыха. В 2013 году количество посетивших парк туристов оценивалось в 2,1 млн. человек.
На территории национального парка зарегистрировано более 900 видов растений, 32 вида млекопитающих, более 200 видов птиц, 43 вида рыб и 20 видов рептилий.